# 荀邃
荀邃（3世紀—329年），字道玄，潁川潁陰人，東晉政治人物。
荀邃是魏晉年間政治家荀勗的孫子、司空荀藩長子。他了解音樂，擅長談論，二十歲時趙王司馬倫授予相國掾，之後轉任太子洗馬。長沙王司馬乂召他出任參軍，之後司馬乂敗亡，成都王司馬穎獲封皇太弟就找來他出任中舍人。鄴城失守，荀邃跟隨父親荀藩在密縣；其後琅邪王司馬睿召授他丞相從事中郎，但他因為路途危險而不接受任命；晉愍帝加他官左將軍、陳留太守，到父親逝世時去職，守丧期滿後襲封父親的西華縣公爵位。
晉愍帝打算納荀邃的女兒入後宮，就先任命他為散騎常侍；不過他害怕長安被攻陷就拒絕應命，並東渡長江，晉元帝任命他為軍諮祭酒。大興年間荀邃官拜侍中，他和掌權的刁協成為姻親；刁協想提拔他為吏部尚書，但他拒絕了。其後王敦討伐刁協，刁協黨羽都被殺，唯獨荀邃因為疏遠刁協而獲免。王敦上表讓荀邃擔任廷尉，他以生病婉拒，後來出任太常和尚書。到蘇峻之亂爆發，他和與王導、荀崧在石頭城侍候晉成帝；至亂事平定後去世，贈官金紫光祿大夫，諡號靖，兒子荀汪嗣爵。

## 引用
1. 1 2  《晉書·卷三十九·列傳第九·王沈 荀顗 荀勖 馮紞》：邃字道玄，解音樂，善談論。弱冠辟趙王倫相國掾，遷太子洗馬。
2. 1 2  《晉書·卷三十九·列傳第九·王沈 荀顗 荀勖 馮紞》：荀勖，字公曾，潁川潁陰人，漢司空爽曾孫也。……勖有十子，其達者輯、藩、組。……藩二子：邃、闓。
3. ↑  《晉書·卷三十九·列傳第九·王沈 荀顗 荀勖 馮紞》：長沙王乂以為參軍。乂敗，成都王為皇太弟，精選僚屬，以邃為中舍人。
4. ↑  《晉書·卷三十九·列傳第九·王沈 荀顗 荀勖 馮紞》：鄴城不守，隨藩在密。元帝召為丞相從事中郎，以道險不就。湣帝就加左將軍、陳留相。父憂去職，服闋，襲封。
5. ↑  《晉書·卷三十九·列傳第九·王沈 荀顗 荀勖 馮紞》：湣帝欲納邃女，先徵為散騎常侍。邃懼西都危逼，故不應命，而東渡江，元帝以為軍諮祭酒。
6. ↑  《晉書·卷三十九·列傳第九·王沈 荀顗 荀勖 馮紞》：太興初，拜侍中。邃與刁協婚親，時協執權，欲以邃為吏部尚書，邃深距之。尋而王敦討協，協黨與並及於難，唯邃以疏協獲免。
7. ↑  《晉書·卷三十九·列傳第九·王沈 荀顗 荀勖 馮紞》：敦表為廷尉，以疾不拜。遷太常，轉尚書。蘇峻作亂，邃與王導、荀崧並侍天子于石頭。峻平後卒，贈金紫光祿大夫，諡曰靖。子汪嗣。